# Juan Ramón Serrat
Juan Serrat Cuenca-Romero (Madrid, 25 de junio de 1945) es un antiguo diplomático español. Ejerció como embajador de España en Senegal (1992-1996); Siria (2005-2010); y Venezuela (2010-2012).

## Biografía
Licenciado en Derecho, ingresó en 1971 en la carrera diplomática. Estuvo destinado en las representaciones diplomáticas españolas en Guinea Ecuatorial, Reino Unido, Marruecos y Brasil. Fue cónsul general de España en Jerusalén.
Ejerció de embajador de España en Senegal (1992-1996) con concurrencia en Cabo Verde, Gambia, Guinea, Malí, Guinea-Bisáu y Sierra Leona. En 1998 fue nombrado subdirector General de Asuntos Patrimoniales, y, posteriormente, subdirector General de la Inspección General de Servicios. En 2003 pasó a ocupar el puesto de cónsul general en Salvador de Bahía (Brasil) y finalmente, embajador de España en Siria (2005-2010), y en Venezuela (2010-2012).